# Metopius fossulatus
Metopius fossulatus är en stekelart som beskrevs av Tohru Uchida 1933. Metopius fossulatus ingår i släktet Metopius och familjen brokparasitsteklar. Inga underarter finns listade i Catalogue of Life.